# ブラック・マウンテン (ノースカロライナ州)
ブラック・マウンテン(Black Mountain )はアメリカ合衆国ノースカロライナ州バンコンブ郡の町である。2000年の国勢調査では人口7,511人。アシュビル都市圏内である。アパラチア山脈南部のブルーリッジ山脈の一部、及び昔の駅名よりブラック・マウンテンと名付けられた。

## 歴史
1893年、現在の形状となったとされている。最初の住民はヨーロッパから侵入してきた入植者と戦ったチェロキーと記録されている。1850年から道路が、1879年から線路が作られ始めた
。

## 町について
ダウンタウン地域には多くの電気店、季節によって集まる観光客向けの土産物店など地元経済を支える主力商品が集まっている。また、趣のある多くのベッド・アンド・ブレックファストもある。リッジクレストやモントリート会議場などクリスチャンのリトリート会場が近くにある。
ブラック・マウンテン大学は以前この町境にあり、実体験的教育施設の歴史に焦点をあてたブラック・マウンテン大学博物館兼美術館は現在アシュビルのダウンタウンにある。また町はスワナノア峡谷博物館を主催している。ブラック・マウンテン芸術センターはこの博物館の隣にある。2002年、古い町役場を芸術センターにすべく1,200万ドルの寄付金が集まった。
ブラック・マウンテン・ニュースはブラック・マウンテン及びスワナノア地域をカバーする週刊新聞である。

## 地理
ブラック・マウンテンは北緯35度37分9秒 西経82度19分32秒 / 北緯35.61917度 西経82.32556度 (35.619208, -82.325434)に位置する。
アメリカ合衆国国勢調査局によると、総面積6.5平方マイル (17 km2)、そのうち土地が6.4平方マイル (17 km2)、水面積が0.04平方マイル (0.10 km2)(0.31%)である。

## 人口動態
2000年の国勢調査によると、人口7,511人、3,340世帯、2,027家族が在住。人口密度は450.3/km2(1,165.7/mi2)。222.0/km2(574.7/mi2)の平均的な密度に3,703軒の住宅が建っている。この都市の人種的な構成は白人90.84%、アフリカン・アメリカン6.27%、ネイティブ・アメリカン0.31%、アジア0.87%、太平洋諸島系0.04%、その他の人種0.45%、及び混血1.22%である。人口の0.81%はヒスパニックまたはラテン系である。
3,340世帯のうち、22.6%が18歳未満の子供と一緒に生活しており、47.2%は夫婦で生活している。10.3%は未婚の女性が世帯主であり、39.3%は結婚していない。34.7%は1人以上の独身の居住者が住んでおり、16.3%は65歳以上で独身である。1世帯の平均人数は2.15人であり、結婚している家庭の場合は、2.75人である。
人口の19.1%が18歳未満で、7.1%が18歳から24歳、25.7%が25歳から44歳、26.1%が45歳から64歳、22.1%が65歳以上である。平均年齢は44歳である。女性100人に対し、83.1人が男性である。18歳以上の女性100人に対し、78.3人が18歳以上の男性である。
この都市の世帯ごとの平均的な収入は35,541USドルであり、家族ごとの平均的な収入は43,373USドルである。男性は28,604USドルに対して女性は22,476USドルの平均的な収入がある。この都市の一人当たりの収入(per capita income) は20,509USドルである。人口の10.1%及び家族の7.6%は貧困線以下である。全人口のうち18歳未満の14.2%及び65歳以上の7.6%は貧困線以下の生活を送っている。

## 文化
2009年、この町の住民であるウィリアム・フォースチェンはこの町を舞台にした小説『One Second After 』を発刊。フィクションではあるが、多くの町の施設や住民が登場する。

## 著名な人物及び場所

### 教育施設
- ブラック・マウンテン大学
- モントリート大学

### 文学
- パトリシア・コーンウェル
- ウィリアム・フォースチェン

### 音楽
- マクディブス（ライブハウス）
- エデン湖アート・フェスティバル
- デイヴィッド・ウィルコックス
- デイヴィッド・ラモット
- ロバータ・フラック
- ザ・モリス・ブラザーズ

### 建築家
- ラファエル・グァスタヴィーノ

### スポーツ選手
- ブラッド・ドアティ (NBAオールスター、ESPNのコメンテーター、NASCARチームオーナー)
- ブラッド・ジョンソン (NFLクォーターバック)
- サミー・スチュワート (メジャーリーグベースボールピッチャー)
- スティーヴン・ヘンスリー (マイナーリーグピッチャー)
- ロイ・ウィリアムズ (NCAAバスケットボール・コーチ)

### 宗教家
- ビリー・グラハム
- フランクリン・グラハム (伝道者)
- L・ネルソン・ベル (宣教師、クリスチャニティ・トゥディ創設者)

### 芸能
- マット・ラッツ (俳優)

### 政治家
- ロイ・テイラー (アメリカ連邦議会議員)

### 地理
- グレート・クラギー山脈
- ブラック・マウンテンズ
- ミッチェル山
- スワナノア川